# Заляй, Латыф Залялетдинович
Латыф Залялетдинович Заляй (тат. Латыйф Җәләй; 17 ноября 1894, Урайкино, Самарская губерния — 1966, Казань) — филолог, доктор филологических наук (1954), профессор (1958).
Родился 17 ноября 1894 года в селе Татарское Урайкино (ныне — Старомайнского района Ульяновской области).
С 1935 года работал в Казанском государственном педагогическом институте, с 1941 года — в Институте языка, литературы и истории Казанского филиала Академии наук СССР.
Автор учебников и учебных пособий по татарскому языку для школ и вузов.